# Danh sách đô thị và làng Tonga
Danh sách dưới đây bao gồm tất cả quần đảo và thành phố (làng xóm) tại Tonga

## Bố trí

### Phân nhóm quần đảo
- Đảo (tất cả đảo có chữ đậm),
  - quận trên đảo (chữ nghiêng)
    - Địa điểm trên đảo,
      - khu vực đỗ thị

  - Các khu vực khác trên đảo (không thuộc một quận)
  - Đảo nhỏ được coi thuộc về đảo chính
    - Địa điểm trên đảo nhỏ

## Haʻapaigroup

### Lifuka group
- Fatumanongi 19°46′08″N 174°43′52″T / 19,769°N 174,731°T
- Foa 19°44′56″N 174°17′53″T / 19,749°N 174,298°T
  - Faleloa 19°44′02″N 174°17′17″T / 19,734°N 174,288°T
  - Fangaleʻounga 19°45′11″N 174°19′23″T / 19,753°N 174,323°T
  - Fotua 19°44′56″N 174°19′05″T / 19,749°N 174,318°T
  - Lotofoa 19°44′31″N 174°18′18″T / 19,742°N 174,305°T
  - Nukunamo 19°42′54″N 174°16′23″T / 19,715°N 174,273°T
- Fotuhaʻa 19°48′43″N 174°43′08″T / 19,812°N 174,719°T
  - Fotuhaʻa township 19°48′43″N 174°43′08″T / 19,812°N 174,719°T
- Hakauata 19°50′46″N 174°31′01″T / 19,846°N 174,517°T
- Haʻano, <Loto haʻa Ngana (central Ngana tribe)> 19°40′26″N 174°16′41″T / 19,674°N 174,278°T
  - Fakakakai 19°41′06″N 174°16′26″T / 19,685°N 174,274°T
  - Haʻano town 19°39′43″N 174°17′24″T / 19,662°N 174,29°T
  - Muitoa 19°39′07″N 174°17′38″T / 19,652°N 174,294°T
  - Pukotala 19°40′44″N 174°16′52″T / 19,679°N 174,281°T
- Kao 19°40′08″N 175°00′50″T / 19,669°N 175,014°T
  - ʻApikakai 19°38′53″N 175°00′58″T / 19,648°N 175,016°T
  - Topuefio 19°41′24″N 175°01′30″T / 19,69°N 175,025°T
- Lifuka, <Foʻi ʻoneʻone (sand crumb)> 19°48′25″N 174°20′38″T / 19,807°N 174,344°T
  - Haʻatoʻu 19°48′40″N 174°21′00″T / 19,811°N 174,35°T
  - Holopeka 19°47′02″N 174°20′28″T / 19,784°N 174,341°T
  - Koulo 19°46′37″N 174°20′28″T / 19,777°N 174,341°T
  - Pangai, district's capital, <Fanga ʻi he sī (harbour at sea)> 19°48′22″N 174°20′46″T / 19,806°N 174,346°T
  - Tongoleleka, <Vai ko Paluki (P.'s water)> 19°48′58″N 174°21′11″T / 19,816°N 174,353°T
- Limu 20°01′16″N 174°27′18″T / 20,021°N 174,455°T
- Lofanga 19°49′34″N 174°32′56″T / 19,826°N 174,549°T
  - Lofanga township 19°49′34″N 174°32′56″T / 19,826°N 174,549°T
- Luahoko 19°40′19″N 174°23′28″T / 19,672°N 174,391°T
- Luangahu 19°52′19″N 174°28′26″T / 19,872°N 174,474°T
- Meama 19°45′22″N 174°33′40″T / 19,756°N 174,561°T
- Moʻungaʻone 19°38′13″N 174°29′02″T / 19,637°N 174,484°T
  - Moʻungaʻone township 19°38′24″N 174°28′52″T / 19,64°N 174,481°T
- Niniva 19°46′08″N 174°37′16″T / 19,769°N 174,621°T
- Nukupule 19°46′48″N 174°32′02″T / 19,78°N 174,534°T
- Ofolanga 19°36′00″N 174°27′00″T / 19,6°N 174,45°T
- Tofua 19°44′53″N 175°03′54″T / 19,748°N 175,065°T
  - Hokula 19°42′54″N 175°03′32″T / 19,715°N 175,059°T
  - Hotaʻane 19°45′18″N 175°06′11″T / 19,755°N 175,103°T
  - Manaka 19°45′36″N 175°01′41″T / 19,76°N 175,028°T
- Uoleva 19°51′00″N 174°24′11″T / 19,85°N 174,403°T
- Uonukuhahake 19°57′58″N 174°28′48″T / 19,966°N 174,48°T
  - Tofanga 19°57′29″N 174°27′43″T / 19,958°N 174,462°T
  - Uonukuhihifo 19°58′08″N 174°29′42″T / 19,969°N 174,495°T
- ʻUiha 19°54′07″N 174°24′04″T / 19,902°N 174,401°T
  - Felemea 19°54′36″N 174°24′36″T / 19,91°N 174,41°T
  - ʻUiha township 19°53′31″N 174°24′18″T / 19,892°N 174,405°T
  - Tatafa 19°52′34″N 174°25′05″T / 19,876°N 174,418°T

### Lulunga (archipelago)
- Fakahiku 20°02′38″N 174°42′04″T / 20,044°N 174,701°T
- Fetoa 19°57′58″N 174°43′23″T / 19,966°N 174,723°T
- Fonuaika 20°06′40″N 174°41′56″T / 20,111°N 174,699°T
- Foua 20°00′14″N 174°44′24″T / 20,004°N 174,74°T
- Haʻafeva 19°56′53″N 174°42′32″T / 19,948°N 174,709°T
  - Haʻafeva township, <Kolo ngatata (noisy town)> 19°57′07″N 174°42′22″T / 19,952°N 174,706°T
  - Fonuamaka 19°55′59″N 174°42′04″T / 19,933°N 174,701°T
  - Kolo 19°56′56″N 174°41′24″T / 19,949°N 174,69°T
  - Leteoʻo 19°57′43″N 174°41′35″T / 19,962°N 174,693°T
  - Onoiki 19°57′50″N 174°41′56″T / 19,964°N 174,699°T
- Kito 20°00′00″N 174°47′02″T / 20°N 174,784°T
- Kotu 19°56′53″N 174°47′49″T / 19,948°N 174,797°T
  - Kotu township 19°56′53″N 174°47′49″T / 19,948°N 174,797°T
- Lekeleka 20°04′08″N 174°36′18″T / 20,069°N 174,605°T
- Luanamo 20°01′19″N 174°42′50″T / 20,022°N 174,714°T
- Matuku 19°57′50″N 174°44′35″T / 19,964°N 174,743°T
  - Matuku township 19°57′29″N 174°44′42″T / 19,958°N 174,745°T
- Nukulei 20°03′07″N 174°43′52″T / 20,052°N 174,731°T
- Pepea 20°02′42″N 174°42′18″T / 20,045°N 174,705°T
- Putuputua 19°54′43″N 174°42′18″T / 19,912°N 174,705°T
- Teaupa 19°58′34″N 174°44′10″T / 19,976°N 174,736°T
- Tokulu 20°06′07″N 174°47′17″T / 20,102°N 174,788°T
- Tungua 20°00′58″N 174°45′50″T / 20,016°N 174,764°T <Sani Tungua (glorious Tungua)>
  - Tungua township, <Tainamu ʻa Paea (orphan's mosquito net)> 20°01′05″N 174°45′32″T / 20,018°N 174,759°T
- ʻOʻua 20°02′17″N 174°40′44″T / 20,038°N 174,679°T
  - ʻOʻua township 20°02′24″N 174°40′52″T / 20,04°N 174,681°T

### ʻOtu Muʻomuʻa group
- Fetokopunga 20°18′07″N 174°32′02″T / 20,302°N 174,534°T
- Fonoifua 20°16′41″N 174°37′44″T / 20,278°N 174,629°T
  - Fonoifua township 20°16′44″N 174°37′55″T / 20,279°N 174,632°T
  - Meama 20°16′01″N 174°38′42″T / 20,267°N 174,645°T
  - Tanoa 20°17′35″N 174°37′55″T / 20,293°N 174,632°T
- Hunga Haʻapai 20°32′35″N 174°24′22″T / 20,543°N 174,406°T
- Hunga Tonga 20°32′02″N 174°22′26″T / 20,534°N 174,374°T
- Kelefesia 20°30′07″N 174°44′06″T / 20,502°N 174,735°T
- Lalona 20°20′46″N 174°31′12″T / 20,346°N 174,52°T
- Mango 20°19′44″N 174°42′32″T / 20,329°N 174,709°T
  - Mango township 20°19′23″N 174°42′54″T / 20,323°N 174,715°T
  - Mangoiki 20°19′12″N 174°43′52″T / 20,32°N 174,731°T
- Nomuka 20°15′00″N 174°47′38″T / 20,25°N 174,794°T
  - Nomuka township 20°15′25″N 174°47′49″T / 20,257°N 174,797°T
  - Loto 20°15′14″N 174°47′24″T / 20,254°N 174,79°T
  - Puhoʻava 20°14′49″N 174°47′17″T / 20,247°N 174,788°T
  - Tefisi 20°15′32″N 174°47′20″T / 20,259°N 174,789°T
- Nomuka iki 20°16′55″N 174°48′14″T / 20,282°N 174,804°T
  - Muifuiva 20°16′01″N 174°49′01″T / 20,267°N 174,817°T
- Nuku 20°28′30″N 174°45′36″T / 20,475°N 174,76°T
- Nukufaiau 20°17′38″N 174°41′38″T / 20,294°N 174,694°T
- Nukutula 20°15′04″N 174°41′20″T / 20,251°N 174,689°T
- Tau 20°29′02″N 174°45′32″T / 20,484°N 174,759°T
- Tele-ki-Vavaʻu 20°18′47″N 174°31′16″T / 20,313°N 174,521°T
- Tele-ki-Tonga 20°23′42″N 174°31′44″T / 20,395°N 174,529°T
- Tonumea 20°27′29″N 174°45′36″T / 20,458°N 174,76°T

## Niua group
- Niuafoʻou, <Kaho mo Vailahi (reed with big lake)> 15°35′24″N 175°37′55″T / 15,59°N 175,632°T
  - Angahā, island capital 15°33′40″N 175°37′41″T / 15,561°N 175,628°T
  - Fataʻulua 15°34′01″N 175°36′58″T / 15,567°N 175,616°T
  - Futu (abandoned) 15°34′55″N 175°40′05″T / 15,582°N 175,668°T
  - Kolofoʻou 15°33′43″N 175°37′41″T / 15,562°N 175,628°T
    - Aleleʻuta 15°33′43″N 175°37′41″T / 15,562°N 175,628°T

  - Mataʻaho 15°34′16″N 175°36′40″T / 15,571°N 175,611°T
  - Muʻa 15°35′24″N 175°36′11″T / 15,59°N 175,603°T
  - Petani 15°36′43″N 175°36′40″T / 15,612°N 175,611°T
  - Sapaʻata 15°33′40″N 175°37′30″T / 15,561°N 175,625°T
  - Tongamamaʻo 15°36′29″N 175°36′29″T / 15,608°N 175,608°T
  - ʻEsia 15°33′43″N 175°37′55″T / 15,562°N 175,632°T
  - Motu Lahi 15°35′13″N 175°37′59″T / 15,587°N 175,633°T
  - Motu Molemole 15°34′55″N 175°38′38″T / 15,582°N 175,644°T
  - Motu Siʻi 15°35′42″N 175°38′56″T / 15,595°N 175,649°T
  - Motu ʻAʻali 15°35′20″N 175°39′00″T / 15,589°N 175,65°T
- Niuatoputapu 15°57′22″N 173°44′38″T / 15,956°N 173,744°T
  - Falehau 15°56′42″N 173°43′44″T / 15,945°N 173,729°T
  - Hihifo, island capital 15°57′14″N 173°45′29″T / 15,954°N 173,758°T
  - Vaipoa 15°56′49″N 173°44′46″T / 15,947°N 173,746°T
  - Hakautuʻutuʻu 15°56′02″N 173°44′35″T / 15,934°N 173,743°T
  - Hungana 15°57′11″N 173°46′01″T / 15,953°N 173,767°T
  - Nukuseilala 15°57′58″N 173°45′43″T / 15,966°N 173,762°T
  - Sikaihaʻa 15°57′50″N 173°45′43″T / 15,964°N 173,762°T
  - Tafuna 15°57′47″N 173°45′50″T / 15,963°N 173,764°T
  - Tavili 15°57′29″N 173°45′58″T / 15,958°N 173,766°T
  - Tuʻunga 15°57′50″N 173°45′50″T / 15,964°N 173,764°T
- Tafahi 15°51′07″N 173°42′36″T / 15,852°N 173,71°T
  - Tafahi (village) 15°50′24″N 173°42′58″T / 15,84°N 173,716°T

## Tongatapugroup
- Minerva Reefs (also see Republic of Minerva) 23°23′N 178°58′T / 23,38°N 178,97°T
  - Tele-ki-Tokelau
  - Tele-ki-Tonga
- Tongatapu (island) 21°12′N 175°12′T / 21,2°N 175,2°T
  - Vahe Hahake (eastern district)
    - Āfa 21°07′55″N 175°03′18″T / 21,132°N 175,055°T
    - Fātumu 21°12′50″N 175°06′32″T / 21,214°N 175,109°T
    - Fuaʻamotu, incorrectly: Fuʻamotu, <Vai ko Latai (L.'s water)> 21°15′50″N 175°08′20″T / 21,264°N 175,139°T
    - Hamula 21°15′00″N 175°06′40″T / 21,25°N 175,111°T
    - Haveluliku 21°12′18″N 175°06′14″T / 21,205°N 175,104°T
    - Haʻasini 21°15′00″N 175°06′36″T / 21,25°N 175,11°T
    - Hoi 21°09′58″N 175°06′40″T / 21,166°N 175,111°T
    - Holonga 21°11′31″N 175°08′35″T / 21,192°N 175,143°T
    - Kolonga <ʻUtu longoaʻa (noisy coast)> 21°07′48″N 175°04′01″T / 21,13°N 175,067°T
    - Lāvengatonga 21°14′06″N 175°06′25″T / 21,235°N 175,107°T
    - Makaunga 21°08′28″N 175°07′08″T / 21,141°N 175,119°T
    - Malapo 21°12′04″N 175°09′11″T / 21,201°N 175,153°T
    - Manuka 21°07′23″N 175°05′53″T / 21,123°N 175,098°T
    - Muʻa, district capital, <Paki mo e toʻi (picked with sap)> 21°10′55″N 175°07′08″T / 21,182°N 175,119°T
      - Lapaha 21°10′44″N 175°06′54″T / 21,179°N 175,115°T
      - Tatakamotonga <Kolo kakala (fragrant town)> 21°11′17″N 175°07′19″T / 21,188°N 175,122°T

    - Nakolo 21°16′01″N 175°07′26″T / 21,267°N 175,124°T
    - Navutoka 21°07′37″N 175°06′25″T / 21,127°N 175,107°T
    - Niutōua 21°08′38″N 175°02′24″T / 21,144°N 175,04°T
    - Nukuleka, <Vai-kāsila (bilge water)> 21°09′07″N 175°07′34″T / 21,152°N 175,126°T
    - Pelehake, <Ī ʻo Lupea (fan of Lupea)> 21°12′58″N 175°08′20″T / 21,216°N 175,139°T
    - Talafoʻou 21°08′10″N 175°07′05″T / 21,136°N 175,118°T
    - Talasiu 21°10′30″N 175°06′54″T / 21,175°N 175,115°T
    - ʻAlakifonua, short: ʻAlaki 21°11′38″N 175°08′02″T / 21,194°N 175,134°T

  - Vahe Hihifo (western district)
    - Fāhefa 21°08′42″N 175°19′59″T / 21,145°N 175,333°T
    - Fatai 21°08′02″N 175°16′41″T / 21,134°N 175,278°T
      - Matafonua 21°08′02″N 175°16′30″T / 21,134°N 175,275°T

    - Foʻui, <Lolo paongo (pandanus fruit scented oil)> 21°06′43″N 175°20′17″T / 21,112°N 175,338°T
    - Haʻakame, <Hala toa mui (road of ironwood trees)> 21°11′02″N 175°17′02″T / 21,184°N 175,284°T
    - Haʻakili 21°05′13″N 175°20′13″T / 21,087°N 175,337°T
    - Haʻalalo 21°11′06″N 175°16′52″T / 21,185°N 175,281°T
    - Haʻatafu 21°04′16″N 175°19′37″T / 21,071°N 175,327°T
    - Haʻutu 21°08′35″N 175°19′48″T / 21,143°N 175,33°T
    - Haʻavakatolo, <Vai ko hiva (singing water)>, <Pua ko fanongo talanoa (flower listening to the story)> 21°06′25″N 175°20′17″T / 21,107°N 175,338°T
    - Houma, <Mapu ʻa Vaea (whistle (blowholes) of Vaea)> 21°10′12″N 175°18′11″T / 21,17°N 175,303°T
    - Kalaʻau 21°08′20″N 175°20′10″T / 21,139°N 175,336°T
    - Kanokupolu, <Folaʻosi (a typical dancedress)>, <Niu tuʻu tolu (3 standing palmtrees)> 21°04′30″N 175°19′55″T / 21,075°N 175,332°T
    - Kolovai, <Taunga peka (flying foxes)> 21°06′36″N 175°20′20″T / 21,11°N 175,339°T
    - Lakepa 21°08′31″N 175°16′44″T / 21,142°N 175,279°T
    - Lomaiviti 21°10′08″N 175°15′29″T / 21,169°N 175,258°T
    - Masilamea, <Vai ko lele ʻa lulu (running owl's water)> 21°07′30″N 175°19′34″T / 21,125°N 175,326°T
    - Matahau 21°08′35″N 175°18′47″T / 21,143°N 175,313°T
    - Matangiake 21°09′43″N 175°16′08″T / 21,162°N 175,269°T
      - Haʻafeva 21°09′43″N 175°16′08″T / 21,162°N 175,269°T

    - Neiafu 21°04′41″N 175°20′24″T / 21,078°N 175,34°T
    - Nukunuku 21°07′59″N 175°18′00″T / 21,133°N 175,3°T
    - Teʻekiu 21°07′44″N 175°19′08″T / 21,129°N 175,319°T
    - Vaotuʻu 21°09′43″N 175°18′32″T / 21,162°N 175,309°T
    - ʻAhau, <Ahi ʻo Ulakai (U.'s sandalwood tree)> 21°05′28″N 175°20′17″T / 21,091°N 175,338°T
    - ʻUtulau, <Alafolau Heavula>  21°11′24″N 175°16′08″T / 21,19°N 175,269°T

  - Vahe Loto (central district)
    - Folaha 21°10′12″N 175°10′59″T / 21,17°N 175,183°T
    - Haveluloto, short: Havelu, <Piki pea vela (sticky then burn)>, <Paini tuʻu ua (2 standing ironwood trees)> 21°09′07″N 175°12′58″T / 21,152°N 175,216°T
    - Haʻateiho 21°10′44″N 175°13′48″T / 21,179°N 175,23°T
      - ʻĀtele 21°10′59″N 175°13′30″T / 21,183°N 175,225°T

    - Hōfoa, <Fonu mo e moa (turtle and chicken)> 21°07′55″N 175°13′37″T / 21,132°N 175,227°T
    - Longoteme 21°10′48″N 175°10′05″T / 21,18°N 175,168°T
    - Nukuhetulu 21°10′01″N 175°11′24″T / 21,167°N 175,19°T
    - Nukuʻalofa, national capital 21°08′N 175°12′T / 21,13°N 175,2°T
      - Fanga ʻo Pilolevu
      - Fasi mo e afi
      - Fongoloa
      - Hala ʻo Vave
      - Halaano
      - Halafoʻou
      - Halaleva
      - Houmakelikao
      - Hunga
      - Kape
      - Kolofoʻou
      - Kolomotuʻa, original Nukuʻalofa proper
        - Sopu ʻo Tāufaʻāhau, short: Sopu
          - Sia ko Veiongo
          - Tongataʻeapa

      - Longolongo
        - Haʻavakaʻotua
        - Kapetā
        - Tavatuʻutolu
        - Tuʻakātakilangi, incorrectly: Tuʻatakilangi

      - Lopaukamea
      - Mailetaha
      - Mataika
      - Matutuana
      - Maui
      - Maʻufanga, obsolete: Maʻofanga
      - Ngeleʻia
      - Pahu
      - Pātangata
      - Pīkula
      - Takaunove
      - Telekava
      - Teufaiva
      - Tufuenga
      - Vaolōloa
      - ʻAmaile
      - ʻĀnana
      - ʻUmusī

    - Pea, <Vai ko puna (upwelling water)>, <Niuvākai (palmtree watchtower> 21°10′16″N 175°14′02″T / 21,171°N 175,234°T
    - Popua, short for: Vaʻepopua 21°09′07″N 175°09′40″T / 21,152°N 175,161°T
    - Puke, <Vai ko ʻoa (basket water)> 21°07′55″N 175°14′17″T / 21,132°N 175,238°T
    - Tofoa 21°09′32″N 175°13′34″T / 21,159°N 175,226°T
      - Koloua 21°09′43″N 175°13′44″T / 21,162°N 175,229°T

    - Tokomololo, <Vai ko Tuʻilokomana (T.'s water)> 21°10′37″N 175°14′42″T / 21,177°N 175,245°T
    - Vainī 21°11′46″N 175°10′26″T / 21,196°N 175,174°T
      - Nualei 21°11′20″N 175°10′44″T / 21,189°N 175,179°T

    - Veitongo 21°11′10″N 175°11′38″T / 21,186°N 175,194°T
      - Lotohaʻapai 21°11′10″N 175°12′54″T / 21,186°N 175,215°T

  - Fafā 21°05′17″N 175°09′29″T / 21,088°N 175,158°T
  - Fukave 21°05′35″N 175°01′52″T / 21,093°N 175,031°T
  - Kanatea 21°09′58″N 175°12′32″T / 21,166°N 175,209°T
  - Makahaʻa 21°06′58″N 175°09′11″T / 21,116°N 175,153°T
  - Malinoa 21°02′10″N 175°07′44″T / 21,036°N 175,129°T
  - Manima 21°07′30″N 175°08′49″T / 21,125°N 175,147°T
  - Mataʻaho 21°09′43″N 175°09′14″T / 21,162°N 175,154°T
  - Monūafe 21°06′14″N 175°08′20″T / 21,104°N 175,139°T
  - Motutapu 21°05′35″N 175°03′25″T / 21,093°N 175,057°T
  - Moʻunu 21°05′17″N 175°09′29″T / 21,088°N 175,158°T
  - Moʻungatapu 21°10′55″N 175°08′24″T / 21,182°N 175,14°T
  - Ngofonua 21°11′31″N 175°09′50″T / 21,192°N 175,164°T
  - Nuku 21°05′17″N 175°01′23″T / 21,088°N 175,023°T
  - Nukunukumotu 21°08′38″N 175°08′46″T / 21,144°N 175,146°T
    - Siesia 21°08′17″N 175°08′56″T / 21,138°N 175,149°T

  - Oneata 21°07′41″N 175°08′42″T / 21,128°N 175,145°T
  - Pangaimotu 21°07′30″N 175°09′29″T / 21,125°N 175,158°T
  - Poloʻa 21°05′31″N 175°14′35″T / 21,092°N 175,243°T
  - Talakite 21°09′40″N 175°09′18″T / 21,161°N 175,155°T
  - Tau 21°01′16″N 175°00′18″T / 21,021°N 175,005°T
  - Toketoke 21°03′54″N 175°17′35″T / 21,065°N 175,293°T
  - ʻAtā 21°03′22″N 175°00′14″T / 21,056°N 175,004°T
  - ʻAtatā 21°03′00″N 175°15′04″T / 21,05°N 175,251°T
    - ʻAtatā (village) 21°03′00″N 175°15′04″T / 21,05°N 175,251°T

  - Tufuka 21°04′05″N 175°15′14″T / 21,068°N 175,254°T
  - Velitoa Hahake 21°05′06″N 175°07′59″T / 21,085°N 175,133°T
  - Velitoa Hihifo 21°05′02″N 175°08′13″T / 21,084°N 175,137°T
  - ʻAlakipeau 21°05′17″N 175°14′35″T / 21,088°N 175,243°T
  - ʻEueiki 21°07′01″N 174°58′59″T / 21,117°N 174,983°T
    - Fāʻimata 21°07′08″N 174°58′44″T / 21,119°N 174,979°T

  - ʻOnevai 21°05′10″N 175°06′40″T / 21,086°N 175,111°T
  - ʻOnevao 21°05′31″N 175°05′49″T / 21,092°N 175,097°T
- ʻAta 22°08′56″N 176°10′41″T / 22,149°N 176,178°T
- ʻEua, <Fungafonua (landtop)>, <Vai ko Kahana (K.'s water)> 21°22′52″N 174°55′59″T / 21,381°N 174,933°T
  - Angahā 21°21′43″N 174°57′25″T / 21,362°N 174,957°T
  - Haʻatuʻa 21°23′35″N 174°57′43″T / 21,393°N 174,962°T
  - Houma 21°18′58″N 174°55′52″T / 21,316°N 174,931°T
  - Kolomaile 21°23′31″N 174°57′07″T / 21,392°N 174,952°T
  - ʻEuafoʻou 21°22′30″N 174°57′14″T / 21,375°N 174,954°T
    - Fataʻulua 21°22′37″N 174°57′18″T / 21,377°N 174,955°T
    - Futu 21°21′58″N 174°57′18″T / 21,366°N 174,955°T
    - Mataʻaho 21°22′23″N 174°57′07″T / 21,373°N 174,952°T
    - Muʻa 21°22′48″N 174°57′14″T / 21,38°N 174,954°T
    - Pangai 21°21′43″N 174°57′14″T / 21,362°N 174,954°T
    - Petani 21°23′17″N 174°57′11″T / 21,388°N 174,953°T
    - Sapaʻata 21°22′30″N 174°57′18″T / 21,375°N 174,955°T
    - Tongamamaʻo 21°23′06″N 174°57′11″T / 21,385°N 174,953°T
    - ʻEsia 21°22′16″N 174°57′22″T / 21,371°N 174,956°T

  - Tufuvai, short: Tufu 21°21′47″N 174°57′58″T / 21,363°N 174,966°T
  - ʻOhonua, island capital, <Taha kae afe (one worth a thousand; an ironwood tree)> 21°20′38″N 174°57′14″T / 21,344°N 174,954°T
    - Taʻanga 21°20′27″N 174°57′00″T / 21,3407°N 174,95°T

  - Kalau 21°28′16″N 174°57′11″T / 21,471°N 174,953°T

## Vavaʻugroup
- Aʻa 18°44′31″N 174°02′49″T / 18,742°N 174,047°T
- Faioa 18°39′47″N 173°55′26″T / 18,663°N 173,924°T
- Fangasito 18°48′58″N 174°04′59″T / 18,816°N 174,083°T
- Fatumanga 18°47′13″N 174°10′23″T / 18,787°N 174,173°T
- Fonuafoʻou 18°47′10″N 173°57′43″T / 18,786°N 173,962°T
- Fonualei 18°01′26″N 174°18′58″T / 18,024°N 174,316°T
- Fonualei 18°43′30″N 174°04′01″T / 18,725°N 174,067°T
- Fonuaʻunga 18°45′29″N 173°57′22″T / 18,758°N 173,956°T
- Fonuaʻoneʻone 18°48′54″N 174°03′54″T / 18,815°N 174,065°T
- Fuaʻamotu 18°47′28″N 174°00′29″T / 18,791°N 174,008°T
- Hakaufasi 19°00′50″N 174°00′40″T / 19,014°N 174,011°T
- Hunga, <Fā-ko-Avahungalu (screwpine of A.), Vaonukonuka (nukonuka bushes)> 18°40′41″N 174°07′19″T / 18,678°N 174,122°T
  - Hunga township 18°41′06″N 174°07′19″T / 18,685°N 174,122°T
  - Fofoa 18°42′00″N 174°08′24″T / 18,7°N 174,14°T
  - Foiata 18°42′47″N 174°08′17″T / 18,713°N 174,138°T
  - Foilifuka 18°42′47″N 174°08′42″T / 18,713°N 174,145°T
  - Kalau 18°41′20″N 174°08′13″T / 18,689°N 174,137°T
  - Luafatu 18°40′05″N 174°04′34″T / 18,668°N 174,076°T
  - Luamoko 18°40′52″N 174°06′18″T / 18,681°N 174,105°T
- Kapa 18°42′18″N 174°01′48″T / 18,705°N 174,03°T
  - Falevai 18°42′18″N 174°02′13″T / 18,705°N 174,037°T
  - Kapa township 18°43′08″N 174°01′26″T / 18,719°N 174,024°T
  - Vakataumai 18°42′11″N 174°02′10″T / 18,703°N 174,036°T
  - ʻOtea 18°41′13″N 174°02′10″T / 18,687°N 174,036°T
  - Luakapa 18°41′20″N 174°02′49″T / 18,689°N 174,047°T
  - Nuku 18°42′43″N 174°02′38″T / 18,712°N 174,044°T
- Katofanga 18°44′06″N 174°02′31″T / 18,735°N 174,042°T
- Kenutu 18°41′38″N 173°55′37″T / 18,694°N 173,927°T
  - Lolo 18°42′07″N 173°55′37″T / 18,702°N 173,927°T
- Lape 18°43′01″N 174°05′02″T / 18,717°N 174,084°T
  - Lape township 18°43′05″N 174°05′10″T / 18,718°N 174,086°T
- Late 18°48′22″N 174°38′46″T / 18,806°N 174,646°T
- Lekeleka 18°45′18″N 174°00′00″T / 18,755°N 174°T
- Luahiapo 18°47′46″N 174°02′31″T / 18,796°N 174,042°T
- Lualoli 18°50′06″N 174°00′47″T / 18,835°N 174,013°T
- Luatafito 18°49′16″N 173°58′34″T / 18,821°N 173,976°T
- Luaʻafuleheu 18°48′43″N 174°01′34″T / 18,812°N 174,026°T
- Luaʻatofuaʻa 18°50′17″N 174°02′53″T / 18,838°N 174,048°T
- Luaʻui 18°46′34″N 174°03′14″T / 18,776°N 174,054°T
- Mafana 18°40′52″N 173°57′18″T / 18,681°N 173,955°T
- Maninita 18°51′14″N 173°59′49″T / 18,854°N 173,997°T
- Moʻunu 18°44′53″N 174°04′12″T / 18,748°N 174,07°T
- Muʻomuʻa 18°47′24″N 174°06′43″T / 18,79°N 174,112°T
- Nuapapu 18°41′31″N 174°04′37″T / 18,692°N 174,077°T
  - Nuapapu township 18°41′56″N 174°04′26″T / 18,699°N 174,074°T
  - Matamaka 18°42′29″N 174°04′05″T / 18,708°N 174,068°T
  - Alinonga 18°42′22″N 174°04′48″T / 18,706°N 174,08°T
  - Kitu 18°40′55″N 174°04′05″T / 18,682°N 174,068°T
  - Luaʻofa 18°42′58″N 174°03′25″T / 18,716°N 174,057°T
- Ofu 18°41′53″N 173°57′40″T / 18,698°N 173,961°T
  - Ofu township 18°41′31″N 173°57′43″T / 18,692°N 173,962°T
- Ovaka 18°44′31″N 174°06′11″T / 18,742°N 174,103°T
  - Ovaka township 18°44′31″N 174°05′49″T / 18,742°N 174,097°T
- Ovalau 18°44′53″N 174°04′44″T / 18,748°N 174,079°T
- Pangaimotu 18°40′44″N 174°00′04″T / 18,679°N 174,001°T
  - Pangaimotu township 18°40′59″N 173°59′53″T / 18,683°N 173,998°T
  - ʻUtulei 18°39′04″N 173°59′49″T / 18,651°N 173,997°T
  - Afo 18°42′14″N 173°59′53″T / 18,704°N 173,998°T
  - Fafine 18°42′40″N 173°58′48″T / 18,711°N 173,98°T
  - Lotuma 18°39′29″N 174°00′40″T / 18,658°N 174,011°T
  - Tapana 18°42′43″N 173°59′35″T / 18,712°N 173,993°T
  - Fānautapu 18°43′19″N 173°59′06″T / 18,722°N 173,985°T
    - Lautala 18°43′12″N 173°59′46″T / 18,72°N 173,996°T
    - Nukutahanga 18°43′16″N 173°59′28″T / 18,721°N 173,991°T
    - Tuʻanukulau 18°42′58″N 173°59′24″T / 18,716°N 173,99°T
- Sisia 18°43′41″N 174°03′14″T / 18,728°N 174,054°T
- Tahifehifa 18°48′29″N 173°59′56″T / 18,808°N 173,999°T
- Taula 18°50′35″N 174°00′47″T / 18,843°N 174,013°T
- Taunga 18°44′31″N 174°00′47″T / 18,742°N 174,013°T
  - Taunga township 18°44′28″N 174°00′50″T / 18,741°N 174,014°T
  - Ngau 18°45′11″N 174°00′36″T / 18,753°N 174,01°T
  - Taʻuta 18°44′31″N 174°00′07″T / 18,742°N 174,002°T
- Tokū 19°09′47″N 174°10′37″T / 19,163°N 174,177°T
- Totokafonua 18°45′18″N 174°07′34″T / 18,755°N 174,126°T
- Totokamaka 18°45′43″N 174°07′34″T / 18,762°N 174,126°T
- Tuʻungasika 18°39′25″N 174°04′16″T / 18,657°N 174,071°T
- Vakaʻeitu 18°43′19″N 174°06′11″T / 18,722°N 174,103°T
  - Kulo 18°42′54″N 174°05′56″T / 18,715°N 174,099°T
  - Langitoʻo 18°43′26″N 174°05′17″T / 18,724°N 174,088°T
  - Tangatasito 18°42′43″N 174°05′56″T / 18,712°N 174,099°T
- Vavaʻu, or Vavaʻu lahi, the main island, <ʻUtukalongalu (wave shaker cliff), Haʻafuluhao (a name)> 18°36′N 174°00′T / 18,6°N 174°T
  - Faleono 18°37′44″N 173°56′31″T / 18,629°N 173,942°T
  - Feletoa 18°36′29″N 173°58′19″T / 18,608°N 173,972°T
  - Fungamisi 18°39′14″N 173°58′52″T / 18,654°N 173,981°T
  - Haʻakio 18°37′05″N 173°56′38″T / 18,618°N 173,944°T
  - Haʻalufuli 18°36′22″N 173°56′02″T / 18,606°N 173,934°T
  - Holonga 18°35′13″N 173°57′07″T / 18,587°N 173,952°T
  - Houma 18°37′41″N 173°56′38″T / 18,628°N 173,944°T
  - Leimatuʻa 18°35′56″N 173°58′59″T / 18,599°N 173,983°T
  - Longomapu 18°38′38″N 174°03′25″T / 18,644°N 174,057°T
  - Makāve 18°39′00″N 173°57′58″T / 18,65°N 173,966°T
  - Mangia 18°37′19″N 173°57′25″T / 18,622°N 173,957°T
  - Mataika 18°36′50″N 173°58′01″T / 18,614°N 173,967°T
  - Neiafu, district's capital, <Vai ko Lēlea (L.'s water)> 18°38′49″N 173°59′02″T / 18,647°N 173,984°T
    - Falaleu
    - Fangatongo
    - Faʻokula
    - Hopokanga
    - Houmelei
    - Kameli
    - Masilamea
    - Matangiake
    - Neiafutahi
    - Sailoame
    - Saineai
    - Vaipua
    - ʻOtumapa
    - ʻUtulangivaka

  - Talau 18°38′42″N 173°59′35″T / 18,645°N 173,993°T
  - Taoa 18°37′37″N 173°59′10″T / 18,627°N 173,986°T
  - Taʻanea 18°36′22″N 173°56′28″T / 18,606°N 173,941°T
  - Tefisi 18°37′48″N 174°01′01″T / 18,63°N 174,017°T
  - Toula 18°40′23″N 173°58′59″T / 18,673°N 173,983°T
  - Tuʻanekivale 18°37′34″N 173°55′16″T / 18,626°N 173,921°T
  - Tuʻanuku, <Tavakefaiʻana (a tropic bird)> 18°39′40″N 174°01′59″T / 18,661°N 174,033°T
  - Utui 18°38′06″N 173°57′32″T / 18,635°N 173,959°T
  - Vaimalo 18°38′02″N 174°00′18″T / 18,634°N 174,005°T
  - Kiato 18°39′04″N 173°56′31″T / 18,651°N 173,942°T
  - Koloa 18°38′35″N 173°55′52″T / 18,643°N 173,931°T
    - Holeva 18°38′17″N 173°55′19″T / 18,638°N 173,922°T
    - Koloa township 18°38′31″N 173°56′13″T / 18,642°N 173,937°T

  - Kolotahi 18°38′17″N 174°00′40″T / 18,638°N 174,011°T
  - Koloʻuta 18°38′13″N 174°00′32″T / 18,637°N 174,009°T
  - Matuʻanua 18°34′05″N 173°57′22″T / 18,568°N 173,956°T
  - Motulekaleka 18°37′55″N 173°55′37″T / 18,632°N 173,927°T
  - Nuku 18°39′29″N 173°57′00″T / 18,658°N 173,95°T
  - Okoa 18°39′04″N 173°57′04″T / 18,651°N 173,951°T
    - Okoa township 18°38′56″N 173°57′07″T / 18,649°N 173,952°T

  - Pousini 18°36′32″N 173°56′10″T / 18,609°N 173,936°T
  - Tueʻia 18°39′22″N 173°57′14″T / 18,656°N 173,954°T
  - Tulie 18°38′17″N 173°56′38″T / 18,638°N 173,944°T
- ʻEuaiki 18°45′50″N 174°01′16″T / 18,764°N 174,021°T
- ʻEuakafa 18°45′22″N 174°02′13″T / 18,756°N 174,037°T
- ʻOloʻua 18°40′16″N 173°57′32″T / 18,671°N 173,959°T
  - ʻOloʻua township 18°40′08″N 173°57′25″T / 18,669°N 173,957°T
- ʻOto 18°41′56″N 174°03′29″T / 18,699°N 174,058°T
- ʻUmuna 18°40′48″N 173°55′26″T / 18,68°N 173,924°T
- ʻUtungake 18°40′23″N 174°01′30″T / 18,673°N 174,025°T
  - Ngaʻunoho (or: Talihau) 18°40′55″N 174°01′16″T / 18,682°N 174,021°T
  - ʻUtungake township 18°39′50″N 174°01′16″T / 18,664°N 174,021°T
  - Mala 18°41′17″N 174°01′23″T / 18,688°N 174,023°T